# Whitesboro (Texas)
Whitesboro é uma cidade localizada no estado norte-americano de Texas, no Condado de Grayson.

## Demografia
Segundo o censo norte-americano de 2000, a sua população era de 3760 habitantes.
Em 2006, foi estimada uma população de 4021, um aumento de 261 (6.9%).

## Geografia
De acordo com o United States Census Bureau tem uma área de
8,3 km², dos quais 8,3 km² cobertos por terra e 0,0 km² cobertos por água. Whitesboro localiza-se a aproximadamente 230 m acima do nível do mar.

## Localidades na vizinhança
O diagrama seguinte representa as localidades num raio de 16 km ao redor de Whitesboro.